# Formación Quiriquina
La formación Quiriquina es una formación geológica en Chile cuyos estratos datan del Cretácico Superior. Entre los fósiles recuperados se encuentran diversos restos de dinosaurios. Las areniscas y conglomerados glauconíticos de la formación se depositaron en un ambiente marino.
Se extiende por la costa del Pacífico entre Algarrobo en la Región de Valparaíso y la península de Arauco en la Región del Biobío. La formación Quiriquina fue descrita por primera vez en 1982 por Lajos Biró-Bagóczky, y corresponde a una secuencia sedimentaria de origen marino-costero. Es de edad maastrichtiense, de 72,1 a 66 millones de años, y su localidad tipo corresponde a bahía Las Tablas, emplazada en la isla Quiriquina.

## Geología
La formación Quiriquina está compuesta por un conglomerado basal de un metro de espesor con clastos centimétricos del basamento. Encima existe una secuencia de aproximadamente 25 m de areniscas pardas de grano fino a grueso y un alto contenido de fósiles. y sobre estas, se encuentran las areniscas glauconíticas. En general, las areniscas de la formación Quiriquina se pueden desintegrar fácilmente principalmente debido a una cementación débil.
Los fósiles en la arenisca parda han permitido datar esta formación como Cretácico Superior. Entre las localidades de Lirquén y Cocholgüe, sobreyace al basamento metamórfico, mientras que en la ciudad de Concepción y al oeste de la localidad de Dichato, sobreyace a las rocas graníticas del batolito costero.

## Paleofauna

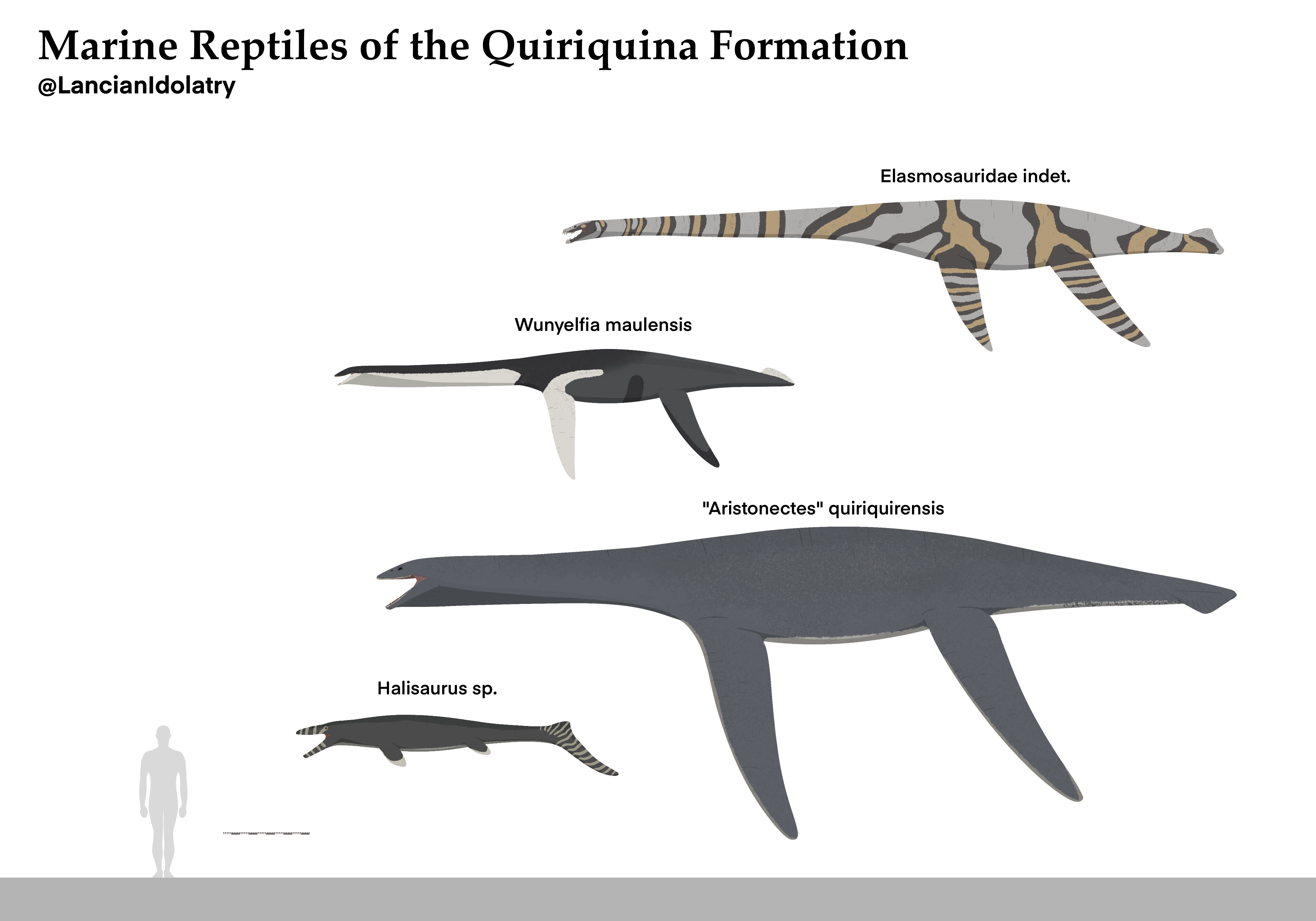
Tabla comparativa del tamaño de algunos reptiles marinos encontrados en la formación Quiriquina

La paleofauna está representada por moluscos de la clase Bivalvia como Pacitrigonia hanetiana y Cardium acuticostatum, y puede contener cefalopódos (como Eubaculites carinatus) y vértebras de plesiosaurios.
Dentro de los grandes vertebrados marinos, destaca la presencia de Aristonectes quiriquinensis, cuyo primer espécimen fue descubierto a finales de la década de 1950 por el paleontólogo argentino Rodolfo Casamiquela en la bahía de Las Tablas, al norte de la isla Quiriquina. 
Se ha reportado también la presencia de mosasáuridos de los géneros Tylosaurinae, Halisaurus y Plotosaurus.  y plesiosaurios incluyendo Aristonectidae, Cimoliasaurus, Elasmosauridae, Mauisaurus, Pliosaurus y Wunyelfia
Asimismo se han recolectado especímenes de tortugas (como Australobaena, Euclastes, Chelonioidea, Dermochelyidae y Testudines), diversas amonitas, gastrópodos,  crustáceos (Anomura y Protocallianassa) y diversos peces óseos y cartilaginosos.